# Ernest Holmes
Pour les articles homonymes, voir Holmes.
Ernest Shurtleff Holmes, né le 21 janvier 1887 à Lincoln dans l'État du Maine et mort le 7 avril 1960 à Los Angeles dans l'État de la Californie, est un auteur d'ouvrages de guidance spirituelle américain, il est connu pour être une figure majeure de la Nouvelle Pensée (New Thought). 
Disciple d'Emma Curtis Hopkins, il est également influencé par d'autres auteurs comme Phineas Quimby, Ralph Waldo Trine (en) et Thomas Troward (en) et Christian D. Larson (en).
Ernest Holmes fonde en 1927 sa propre secte, l'Institute of Religious Science and School of Philosophy, qui devient en 1954  l'Église de la Religious Science (en). 
Il est également connu pour ses nombreux livres, dont son best-seller The Science of Mind.
Ernest Holmes fonde et publie le Science of Mind (magazine) (en) dont il est le directeur de publication.

## Biographie

### Jeunesse et formation
Ernest Holmes naît le 21 janvier 1887 à Lincoln dans l'État du Maine, il est le fils de William Nelson Holmes, un fermier et ouvrier agricole et d'Anna Heath épouse Holmes. La famille est pauvre et doit régulièrement se déplacer pour trouver du travail. Du fait de l'itinérance de ses parents, le jeune Ernest Holmes reçoit une formation scolaire plus qu'élémentaire, qu'il complète à son adolescence de façon autodidacte,,.  
De ses quinze à dix-huit ans, il travaille à Lincoln et ses environs avant de déménager à Boston dans l'État du Massachusetts où il vit pendant sept ans suivantes pendant lesquelles il fréquente une congrégation baptiste et assiste à ses offices. Pour gagner sa vie il occupe divers emplois alimentaires,,.

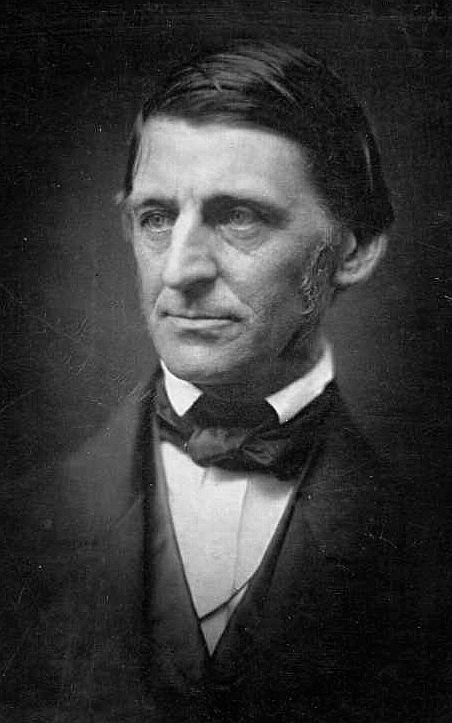
Photographie de Ralph Waldo Emerson prise en 1857.

En 1907, Ernest Holmes lit les essais de Ralph Waldo Emerson notamment Essays: First Series (en) et plus particulièrement Self-Reliance (en) qui devient son guide de vie,.
En 1908 jusqu'en 1910, Ernest Holmes étudie l'art oratoire à la Leland Powers School (en) pour se préparer à une tournée auprès des congrégations de Chautauqua. Il est possible qu'il ait eu comme formateur des membres de la Science chrétienne qui l'ont invité à lire Science and Health with Key to the Scriptures (Science & Health : With Key to the Scriptures, Boston, Joseph Armstrong (réimpr. 1898, 1994, 2000, 2020) (1re éd. 1875), 692 p. (ISBN 9780879520298, OCLC 655884903, lire en ligne) de Mary Baker Eddy ,.

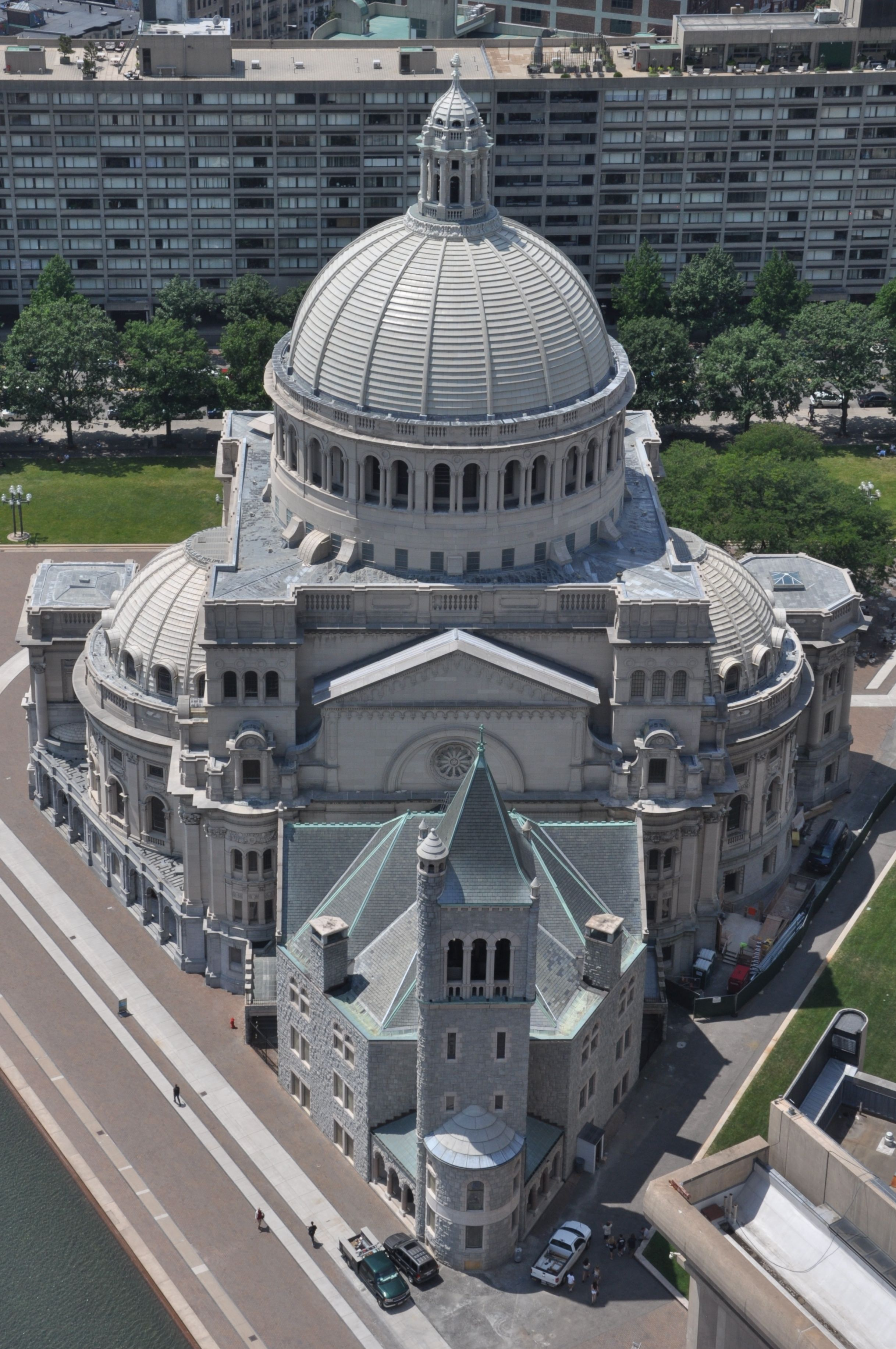
La Christian Science “Mother Church” de Boston

Ce qui expliquerait qu'il commence à fréquenter la “Mother Church” de la Science chrétienne de Boston où il effectue ses premières guérisons mentales, séances pendant lesquelles il insiste sur la force de l'esprit comme agent essentiel de la guérison ; position qui l'éloigne des thèses du théisme de la Science chrétienne.

### Carrière

#### La collaboration des frères Holmes
En 1912, Ernest Holmes part pour Venice dans l'État de la Californie pour rejoindre sa mère et son frère Fenwicke. Peu de temps après son arrivée, il abandonne ses activités de conférencier pour participer aux offices de l'église congrégationaliste de son frère. Pour gagner sa vie il travaille comme responsable de l'entretien des terrains de jeux scolaires,,.
En 1914, Ernest Holmes découvre la Metaphysical Library de Los Angeles, où il prend connaissance des oeuvres du Britannique Thomas Troward et du thérapeute mental l'Américain Thomas J. Hudson et de William Walker Atkinson,. 
Ernest Holmes et son frère Fenwicke Holmes commence une longue correspondance avec Christian D. Larson (en) l'un des leader de la Nouvelle Pensée
En 1915, Ernest Holmes donne sa première conférence sur la guérison mentale et en 1916, avec son frère Fenwicke Holmes il fonde la revue Uplift dédiée à la guérison mentale. Grâce à cette revue, les clients arrivent et croissent. Ernest Holmes se fait rémunérer, comme tant d'autres dans le domaine, en pièces d’or,. 
En 1917, Ernest Holmes est ordonné ministre de la Science divine à Seattle par Agnes J. Galer fondatrice de la première église de la Science Divine légalement agréée à Washington (district de Colombia).
La même année de 1917, Ernest Holmes et son frère Fenwicke Holmes ouvrent un sanatorium de pratique de guérison mentale à Long Beach et le Southern California and Metaphysical Institute à Los Angeles,.
Dès 1917, les frères Holmes donnent des conférences chaque dimanche matin au Strand Theatre de Los Angeles. la réputation est telle que le Southern California and Metaphysical Institute attire bientôt des étudiants et des clients des quatre coins de la région.
En 1919, les frères Holmes se tournent vers l’édition, chacun écrivant un important texte de la Nouvelle Pensée, Ernest Holmes publie Creative Mind et de son côté Fenwicke Holmes publie The Law of Mind in Action,.
Au début des années 1920,  les frères Holmes inaugurent avec succès des tournées de conférences dans les villes de la côte Est. Si les conférences soient gratuites, en revanche les cours coûtent parfois jusqu'à 25 dollars, somme impressionnante quand certains cours comptent jusqu'à 1 000 participants.
En 1925, les frères Holmes mettent fin à leur relation professionnelle de façon amiable. Fenwicke part vers la côte Est où il connaîtra un grand succès en tant que conférencier et écrivain, tandis qu'Ernest s'installe à Los Angeles où, deux ans plus tôt, il avait commencé à donner des conférences au Philharmonic Theater de Los Angeles,.

#### Emma Curtis Hopkins

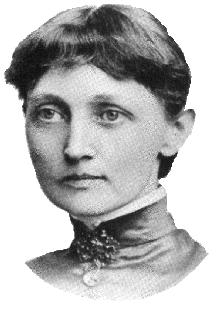
Photographie d'Emma Curtis Hopkins.

Durant l'année 1924, Ernest Holmes se rend à New York pour suivre les cours d'Emma Curtis Hopkins, fondatrice de la Nouvelle Pensée. Interrompu par la mort d'Emma Curtis Hopkins en 1925, il demeure que l’impact de cette dernière est majeur sur le développement de son œuvre religieuse,.
Il développe sa pensée en complétant sa lecture d'Emma Curtis Hopkins par d'autres auteurs de la Nouvelle Pensée tels que Thomas Troward, Christian D. Larson et Ralph Waldo Trine.

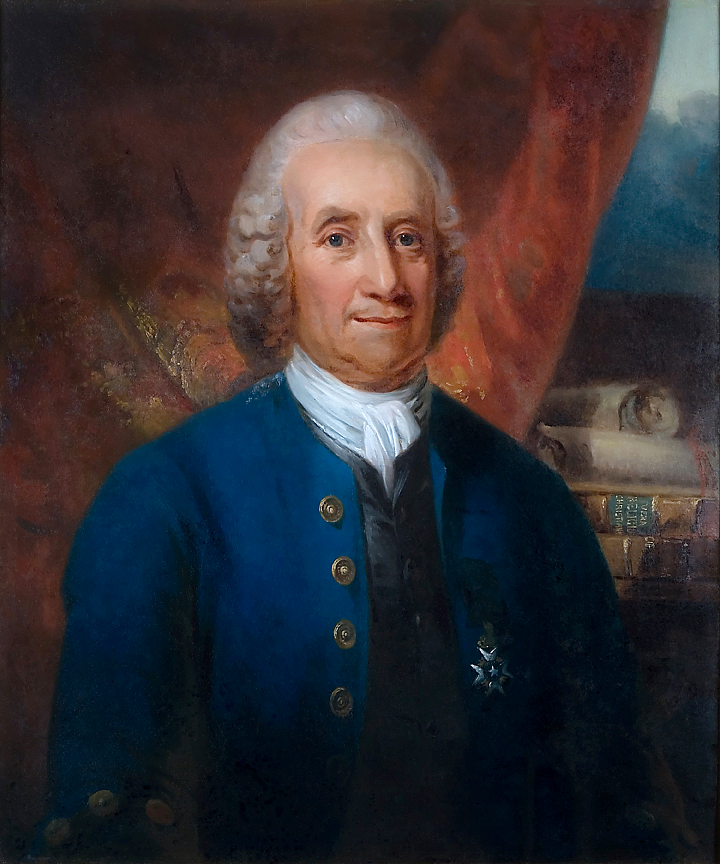
Portrait de Emanuel Swendenborg peint par Carl Frederik von Breda.

#### The Science of Mind
En 1925, de retour à Los Angeles, il rédige son œuvre majeure, The Science of Mind qui est publiée en 1926. Dans ce livre, il expose son point de vue sur l'Esprit comme Intelligence suprême, fondement du cosmos, Esprit qui est en chacun et qui peut s'exprimer de façon personnelle, les œuvres de l'Esprit sont la Loi et la Loi est Amour, thématique inspirée d'Emanuel Swedenborg,,.    

#### Naissance et développement d'une secte
En 1927, Ernest Holmes fonde l'Institute of Religious Science and School of Philosophy, Inc. et commence à former des praticiens en cette « science ». Son organisation prend de l'ampleur dans les années suivantes et différentes, différents centres s'ouvrent,,. 
En 1935,  Ernest Holmes crée le siège de l'institut sur le Wilshire Boulevard de Los Angeles. 
En 1939,  Ernest Holmes  commence à ordonner des ministres au sein de son institut,. 

##### Institutionnalisation
Dans les années 1940, différentes églises ou Centers for Spiritual Living (en) s'établissent dans la Californie,,.

##### La Religious Science
En 1949, l'Institut change de nom et devient l'Église de la Religious Science (en), qui donne naissance à deux branches l'United Church of Religious Science United Church of Religious Science (« Eglise Unifiée de la Religious Science ») et l'Religious Science International (« Organisation internationale des églises de la Religious Science »),,.
Cette même année de 1949, Ernest Holmes devient l'animateur d'une émission hebdomadaire intitulée This Thing Called Life diffusée par la station de radio, Mutual Broadcasting System. Plus tard en 1956, il anime une émission de télévision pendant 26 semaines consécutives,.

### Vie privée
En 1927, Ernest Holmes épouse  Hazel Gillen.
Il meurt le 7 avril 1960 à Los Angeles.

### L'héritage
Après sa mort, la gestion et le développement de l'Église de la Religious Science sont assurés par des leaders tels que Carmelita Trowbridge, Robert H. Bitzer, William Hornaday.

## Œuvres
- Immortality (réimpr. 1927, 1952, 2013) (1re éd. 1908), 28 p. (ISBN 9781258985691, OCLC 800746677, lire en ligne),
- Creative Mind, New York, R. M. McBride & co. (réimpr. 1938, 1954, 1957, 2002, 2007, 2014, 2023) (1re éd. 1919), 94 p. (ISBN 9780979266560, OCLC 1480114263, lire en ligne),
- The Science of Mind, New York, Dodd, Mead (réimpr. 1938, 1988, 1998, 2006, 2017, 2022) (1re éd. 1926), 680 p. (ISBN 9781420956092, OCLC 435953253, lire en ligne),
- Lessons In Spiritual Mind Healing, Los Angeles, Californie, Science of Mind Publications (réimpr. 1975, 2007) (1re éd. 1943), 68 p. (ISBN 9781432588380, OCLC Bibliographies, lire en ligne)
- This Thing Called You, New York, Putnam's Sons (réimpr. 1989) (1re éd. 1948), 166 p. (ISBN 9780399150166, lire en ligne),
- Words That Heal Today, New York, Dodd, Mead (réimpr. 1968, 1988, 1999) (1re éd. 1949), 196 p. (ISBN 9780396030935, OCLC 406701, lire en ligne),
- Help for Today : How to Achieve Security by Using the Power within You, New York, Dodd & Mead, (réimpr. 1969, 2011, 2021) (1re éd. 1958), 246 p. (ISBN 9781013751226, OCLC 1637072, lire en ligne),

### Œuvres posthumes
- Living the Science of Mind, Marina del Rey, Californie, DeVorss (réimpr. 1984, 1991, 2008) (1re éd. 1969), 452 p. (ISBN 9780875166278, OCLC 459796866, lire en ligne),
- Randall Friesen (dir.), The Philosophy of Jesus : Updated and Gender-Neutral, Chicago & New York, Newt List (réimpr. 2015) (1re éd. 1973), 136 p. (ISBN 9780692548257, lire en ligne),
- How to Use The Science of Mind, New York, G.P. Putnam's Sons (réimpr. 1988, 2016) (1re éd. 1984), 166 p. (ISBN 9780917849220, lire en ligne),
- Marilyn Leo (dir.), Love and Law : The Unpublished Teachings, New York, Jeremy P. Tarcher & Putnam (réimpr. 2004) (1re éd. 2000), 276 p. (ISBN 9781585423026, OCLC 55739122, lire en ligne),
- Kathleen Juline (dir.), 365 Science of Mind : A Year of Daily Wisdom From Ernest Holmes, New York, Jeremy P. Tarcher (réimpr. 2008) (1re éd. 2001), 400 p. (ISBN 9781585426096, OCLC 1466432545),
- The Hidden Power of the Bible : What Science of Mind Reveals About the Bible & You, New York, J.P. Tarcher / Penguin, 2006, 244 p. (ISBN 9781585425112, OCLC 64625065, lire en ligne),

### Anthologies
- Willis Kinnear (dir.), Miscellaneous writings of Ernest Holmes, Los Angeles, Californie, Science of Mind Publication (réimpr. 1962) (1re éd. 1900), 100 p. (ISBN 9780911336283, lire en ligne),
- Willis Kinnear (dir.), Freedom from Stress, Los Angeles, Californie, Devorss & Co, 1964, 100 p. (ISBN 9780911336306, lire en ligne),
- George P. Bendall (dir.), The Holmes Papers : The Anatomy of Healing Prayer, vol. 2, Manhattan Beach, Californie, South Bay Church of Religious Science (réimpr. 1991, 1997) (1re éd. 1989), 228 p. (ISBN 9780875166377, lire en ligne), p. 21045477,
- Can We Talk To God, Deerfield Beach, Floride, Science of Mind Communications (réimpr. 1999) (1re éd. 1992), 159 p. (ISBN 9781558747364, OCLC 858089146, lire en ligne),
- Prayer : How to Pray Effectively from the Science of Mind, New York, Tarcher Perigee / Penguin group, 2007, 160 p. (ISBN 9781585426058),
- George P. Bendall (dir.), The Ernest Holmes Papers : A Collection of Three Inspirational Classics, New York, Jeremy P. Tarcher / Penguin Group, 2014, 516 p. (ISBN 9780399170553, OCLC 880521017, lire en ligne),

### Éditions francophones
- The Science of Mind [« La science du mental »]  (trad. Marcelle della Faille), Québec, Canada, le Dauphin Blanc, 2024, 366 p. (ISBN 9782897886165),